# Coñaripe
Coñaripe är en ort i Chile.   Den ligger i regionen Región de la Araucanía, i den södra delen av landet, 700 km söder om huvudstaden Santiago de Chile. Coñaripe ligger 227 meter över havet och antalet invånare är 1 416. Den ligger vid sjön Lago Calafquen.
Terrängen runt Coñaripe är kuperad åt nordväst, men åt sydost är den bergig. Coñaripe ligger nere i en dal. Runt Coñaripe är det ganska glesbefolkat, med 22 invånare per kvadratkilometer.. Det finns inga andra samhällen i närheten.
I omgivningarna runt Coñaripe växer i huvudsak blandskog.